# Altes Kreishaus Bordesholm

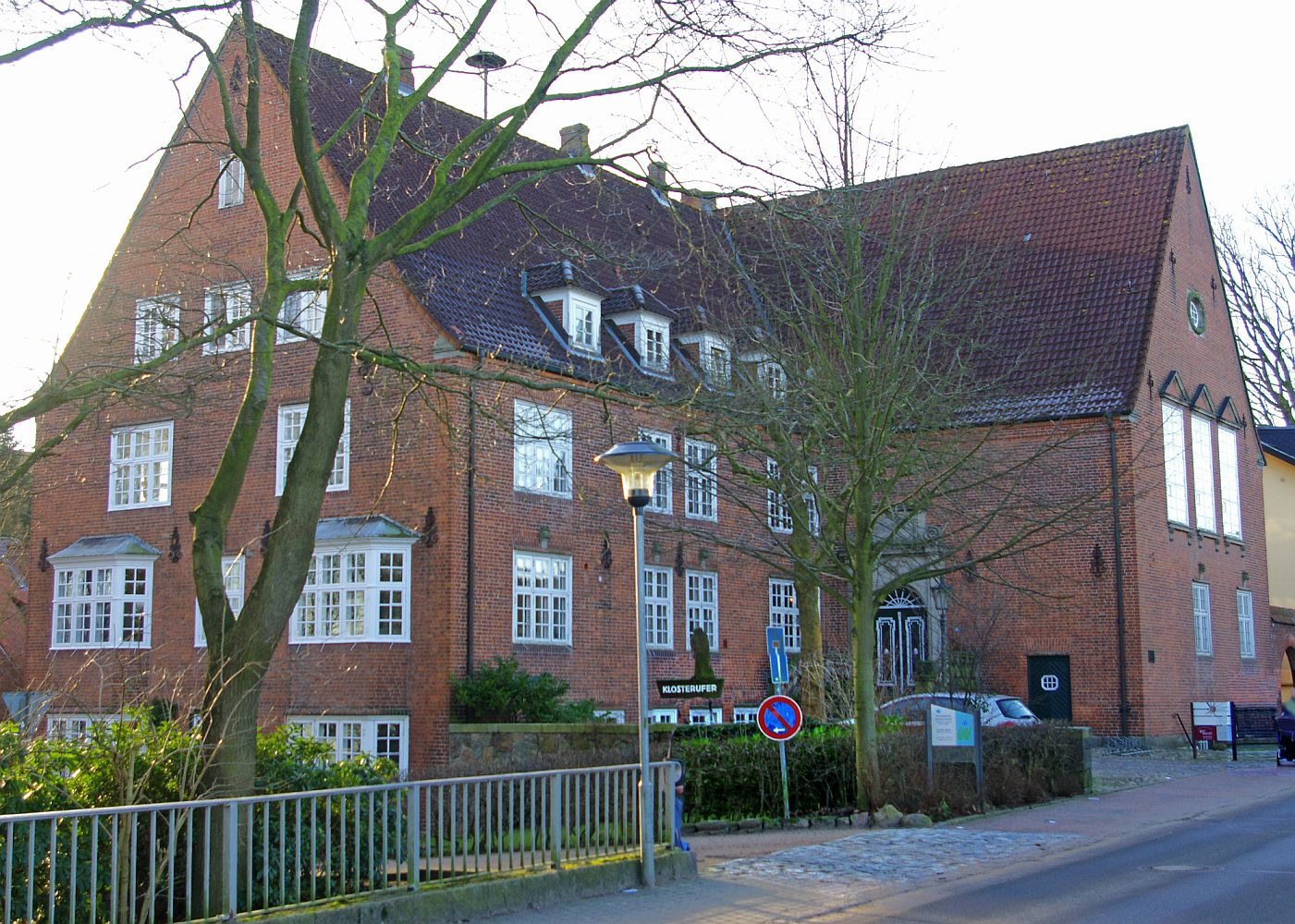
Altes Kreishaus

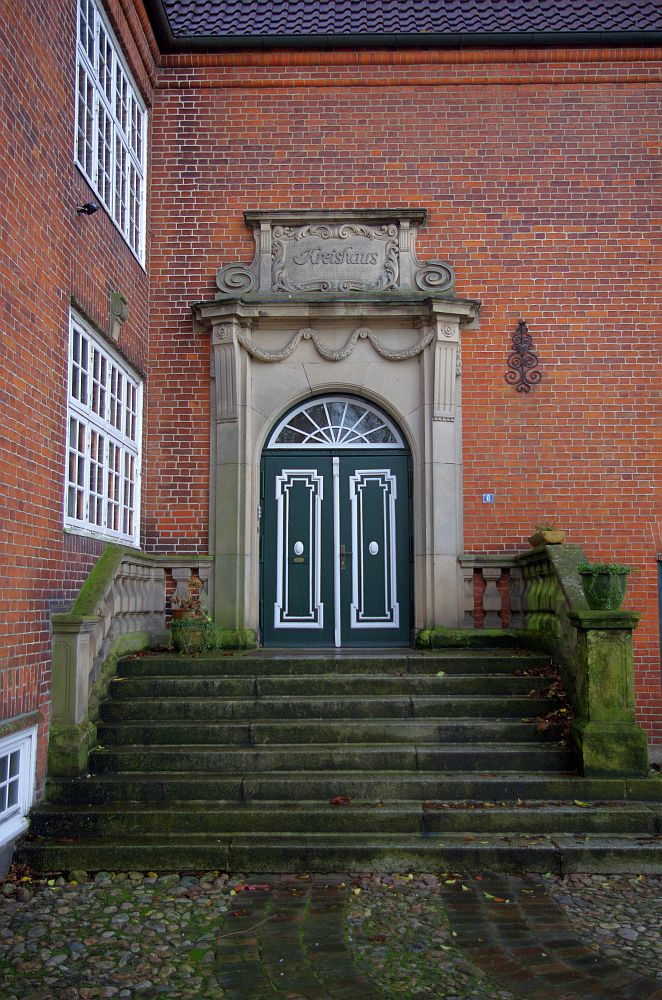
Eingangsportal mit Freitreppe

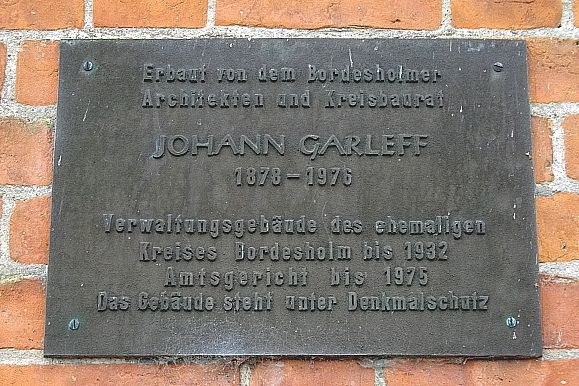
Hinweistafel am Gebäude

Das Alte Kreishaus Bordesholm ist ein Gebäude in Bordesholm, Heintzestraße 6, in dem sich der Verwaltungssitz des bis 1932 bestehenden Landkreises Bordesholm befand. Architekt war der Kreisbaurat Johann Garleff. Seit 1976 steht das Gebäude unter Denkmalschutz.

## Architektur
Erbaut wurde das Haus 1913 im Stil der Heimatschutzarchitektur nach Plänen des Bordesholmer Architekten und Kreisbaurats Johann Garleff. Der hochaufragende Winkelbau ist im Detail sorgfältig gegliedert. Besondere äußere Kennzeichen sind die vielen Sprossenfenster, das mit einer Schriftplatte angelegte Portal (mit Freitreppe) und die handgeschmiedeten Beschläge (Jahreszahlen und Ornamente). Innen sind neben der großen Treppe, die getäfelter Diele und der ausgemaltem Tagungssaal bemerkenswert.

## Nutzung
Ab 1913 wurde das Kreishaus als Verwaltungsgebäude für den bis 1932 bestehenden Kreis Bordesholm genutzt. Der jeweilige Landrat wohnte und arbeitete im Amtshaus am Lindenplatz. Während dieser Zeit waren als Landräte tätig: bis 1920 Adolf Freiherr von Heintze, 1920–1921 Arthur Zabel und von 1921 bis zur Auflösung des Kreises 1932 Waldemar von Mohl. Danach fand das Gebäude bis Ende 1975 Verwendung als Amtsgericht Bordesholm, seitdem ist es in Privatbesitz und wird als Wohn- und Geschäftshaus genutzt.

## Sonstiges
Am 10. Juli 1977 bezog die damalige Bundestagsabgeordnete und spätere Ministerpräsidentin von Schleswig-Holstein Heide Simonis mit ihrem Ehemann Udo E. Simonis eine Wohnung in dem Gebäude.